# Villa Las Flores
Pour les articles homonymes, voir Las Flores.
Villa Las Flores (aussi appelé Las Flores) (en français : Villa Les Fleurs) est un quartier de la ville de Santa Fe en Argentine. Il est situé au nord de l'agglomération. C'est un complexe d'appartements, construit au profit du gouvernement argentin du Processus de réorganisation nationale, qui est divisé en deux: Las Flores I (le plus ancien, avec 3 blocs de tours à étages), et Las Flores II (le plus récent, avec 18 tours et 10 immeubles de 11 étages, et Las Flores III, ce dernier connaît de facto.
Villa Las Flores n'est pas nommé (du moins, pas commun d'appeler un quartier de cette façon). Les gens mettent de la boue de leurs divisions (I et II). À l'ouest, il y a un quartier de Las Flores. Dans ce quartier, beaucoup l'appellent de Las Flores III, mais c'est une erreur réapparaît le nom du quartier de cette manière, car il fait partie et est complètement indépendant du boîtier.

## Las Flores I
Situés à l'ouest du quartier, on trouve les plus anciens bâtiments à 3 blocs de la tour à étages et abrite quelque transformée par ses propriétaires ou locataires. Ce composé d'environ 15 immeubles et pas de bâtiments.
Dans le quartier, certains endroits se détachent l'école "Malvinas Argentinas" n ° 1255, une école qui abrite un grand nombre d'enfants dans la région, et l'usine d'eau qui alimente la région.
C'est un quartier plutôt calme, parce que, étant vieux (les données de 35 ans environ), ses habitants sont pour la plupart âgées.
avant sa construction, était un terrain vague, où il gisait cabas (puits) qui ont été vidées et remplies à nouveau.

### Dimensions
Les frontières de district de l'ouest par Blas Parera Avenue, au sud jusqu'à la rue Guallena, avec Millan Medina et au nord est Europa.
Les quartiers voisins sont:
- Nuestra Señora Del Transito
- Las Flores
- San Martín

## Las Flores II
Situé à l'est de la "One", ce sont les bâtiments plus récents, mieux planifiées et plus grand.
Las Flores II contient une quantité de 18 tours et 10 bâtiments de 4 étages premier et le second, 11.

### Monoblocs

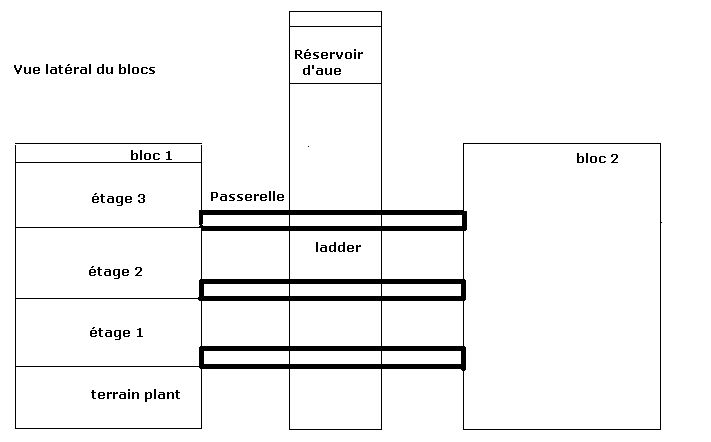
Structure 2D escaliers et des passerelles d'accès aux services

Un monobloc constitué de deux blocs de 4 Pant (terrain plat, étage 1, étage 2, étage 3), chaque bloc contient un total de 16 départements (32 si l'on ajoute l'autre bloc).
 Les ladders qui mènent aux étages, qui contiennent des passerelles pour chacun, menant à deux portes situées à droite et à gauche respectivement, correspondent aux deux ministères. Le puetras sont répertoriés afin d'identifier les départements.
 Chaque passerelle, qui sont deux en
Au même étage menant à deux appartements dans chaque bloc, dans un os plats qui sont de 4 appartements, deux sur un bloc et deux de l'autre, il y a deux ou plusieurs étapes en fonction de l'étendue du bloc, et certains ont même mai 48 départements complète comptant le rez-de-chaussée.
En haut de l'escalier il y a des réservoirs d'eau qui alimentent les ministères qui font la promotion de l'escalier. L'escalier autres conduisent l'eau pour les départements qu'ils dirigent.
entre les monoblocs il y a une zone que les chantiers ou les espaces entre eux.

Au bas sur le plancher monoblocs conjointe de mentir boîtes de gaz naturel.
Tous les départements toilettes comprend la clientèle, mais au deuxième étage (premier étage) minutes, y compris le balcon buanderie type, qui fait saillie hors de la maison, comme les escaliers, comprend une buanderie située à l'extérieur de la maison, qui rend plus étendue. Étages 2 et 3 (plantes 3, et 4), les puits sont situés à la sortie de la cuisine et sont de petite taille, dans le département.

### Bâtiments
Les bâtiments sont composés de 11 usines (1 rez-de-chaussée et 10 en hauteur et en sous-sol).
Chacun contient 2 ascenseurs et un escalier qui traverse le bâtiment de la cave au toit, par exemple, traverser 13 étages élevés si l'on considère l'ensemble de ses succursales.
Dans sa structure (des ministères à partir du sol 2 à 6), sont à 5 départements que les maisons et 7 à 11 sont 4, à savoir que dans le premier il y a le bâtiment adjacent, qui abrite plus de 1 service, qui est accessible par une passerelle couverte par le plancher de l'usine 6. De cet étage, il y a 4 départements seulement deux à côté de chaque ascenseur.
Au rez-de-chaussée, à côté du bâtiment, se trouvent les chambres à gaz en service le bâtiment si le locataire bénéficie à partir de gaz naturel. Il existe aussi des entreprises et des entrepôts.
En 2003, les consortiums et la municipalité de la ville a accepté d'installer des clôtures pour délimiter les bâtiments à l'intérieur de leur juridiction et à ne pas laisser sans protection.
Tous les bâtiments sont toujours liés à un monobloc de l'argent 4.

### Dimensions
À la frontière nord avec Millan Medina, Sud rue Guallena, à l'ouest et Europa, est et avenue Ángel Vicente Peñaloza.
Les quartiers voisins sont :
- San Jose
- Las Flores I
- San Martín

### Institutions
À Las Flores II, on peut trouver deux sociétés de supermarchés : à l'intérieur du quartier, très proche d'une branche Peñaloza trouver des supermarchés Cadena Dar et à l'extérieur du quartier, à proximité de Peñaloza quartier de San í, un Direction générale des supermarchés JK Kilgelmann.

 North Las Flores II, on place le centre de santé provinciaux Las Flores, et un poste de police.

## Géographie du quarter
La route principale d'accès au quartier à l'est, et couvre donc principalement Las Flores II, est le Regimiento 12 de Infantería, et Flores I, et donc l'accès principal de l'ouest, la rue est Mario Millán Medina, Les deux sont attachés à rejoindre les quartiers de rue en Europa.
Une rue, un sous-artère, qui converge à Las Flores II en 12 de Infantería, est Estrada, point d'accès d'une ligne de micro.

## Services

### Téléphone
Le téléphone est disponible dans tout le complexe. Dans certains cas, le téléphone pour certains clients de Telecom, il est «prêté» Opse, ils doivent attester d'une carte et payer le service approprié pour appeler et maintenir les fonctions en ligne.

### Internet
Il est disponible via le service de téléphonie par Internet, ou par des sociétés videocable, qui fournit une bonne ligne de haut débit.

Le tarif est plus ou moins onéreux, selon le plan signé par le client et le type de service.

### TV
Disponibilité de la télévision. Il y a un TV analogique, la télévision numérique terrestre (à la fois le service cablevideo) et télévision par satellite. Le plus utilisé actuellement est l'analogique, parce que les autres sont très chers mais de toute évidence une meilleure qualité.

### Expédition
Le taxi collectif qui entourent la zone sont celles de l'entreprise ERSA, et sont les lignes 18, 1 et 3. Tous sont fiables dans le fait que les principaux habitants du quartier au centre-ville, qui concentre la plupart des commerces de la ville. 

Ligne 18 n'entre pas dans le voisinage, mais passe à travers sa frontière orientale, Peñaloza Avenue. 

Ligne 3 traverse le quartier pour 12 de Infantería et vient à Las Flores I 

Ligne 1 n'entreront pas dans le quartier, mais Estrada rue qui divise les côtés est et ouest de Las Flores II. Une fois entré dans le quartier, vers l'ouest vers Blas Parera, la frontière occidentale du quartier. 
 Avoir accès aux environs de remise et taxi.